# Villa Manin

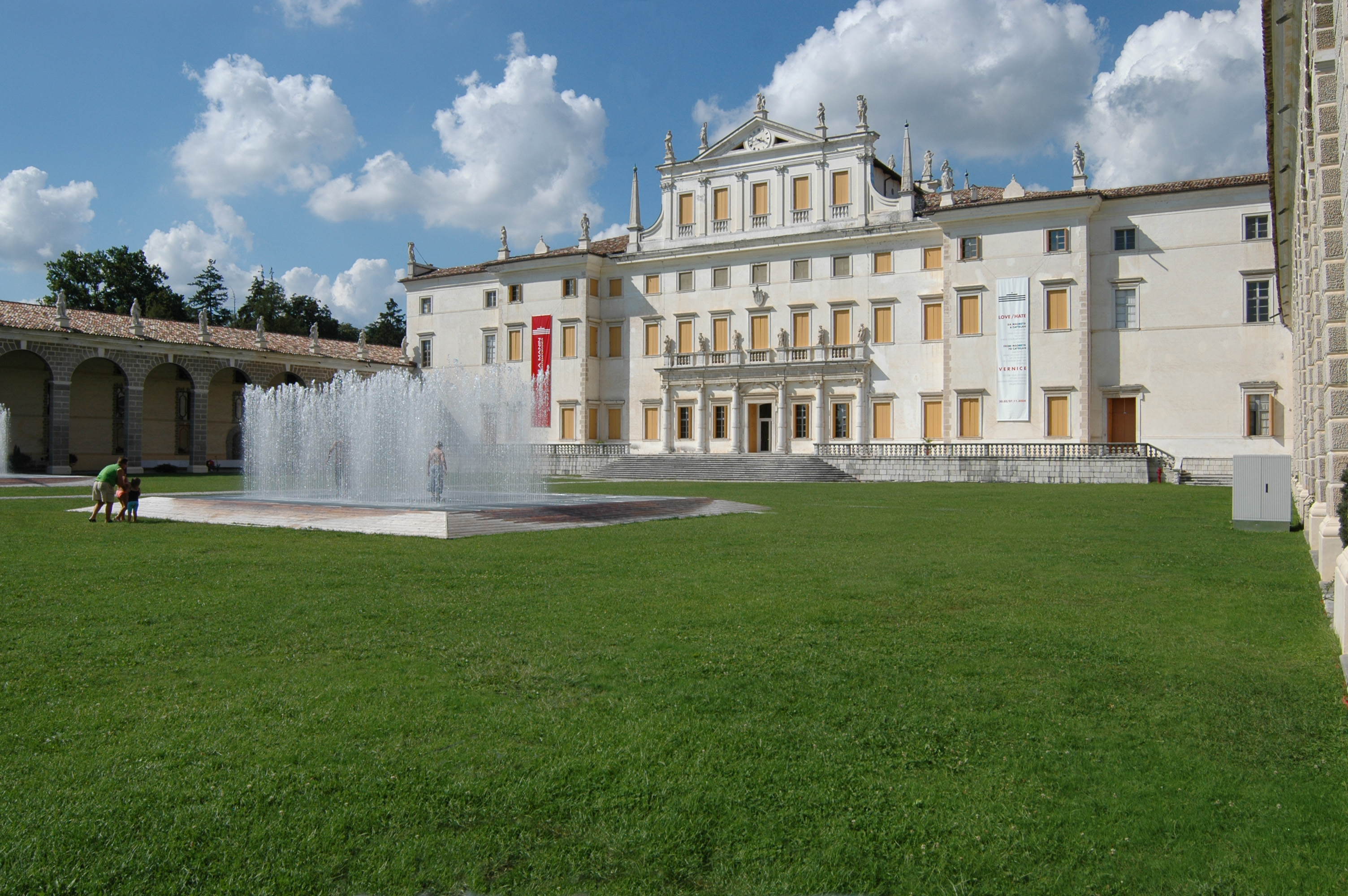
Villa Manin

Die Villa Manin in Codroipo bei Udine wurde im 17. Jahrhundert im Stile einer Landvilla des venezianischen Adels errichtet. Sie gehörte der venezianischen Familie Manin. 1789–1797 war sie Residenz von Ludovico Manin, des letzten Dogen von Venedig. Als Napoléon Bonaparte die Republik Venedig eroberte, musste Manin im August 1797 das Dogenamt niederlegen.
Am 17. Oktober 1797 wurde in der Villa Manin der Frieden von Campo Formio zwischen Frankreich, vertreten durch Napoléon Bonaparte, und Kaiser Franz II. für Österreich geschlossen. Napoléon richtete deswegen für etwa zwei Monate sein Hauptquartier in der Villa ein.

## Gebäude und Park

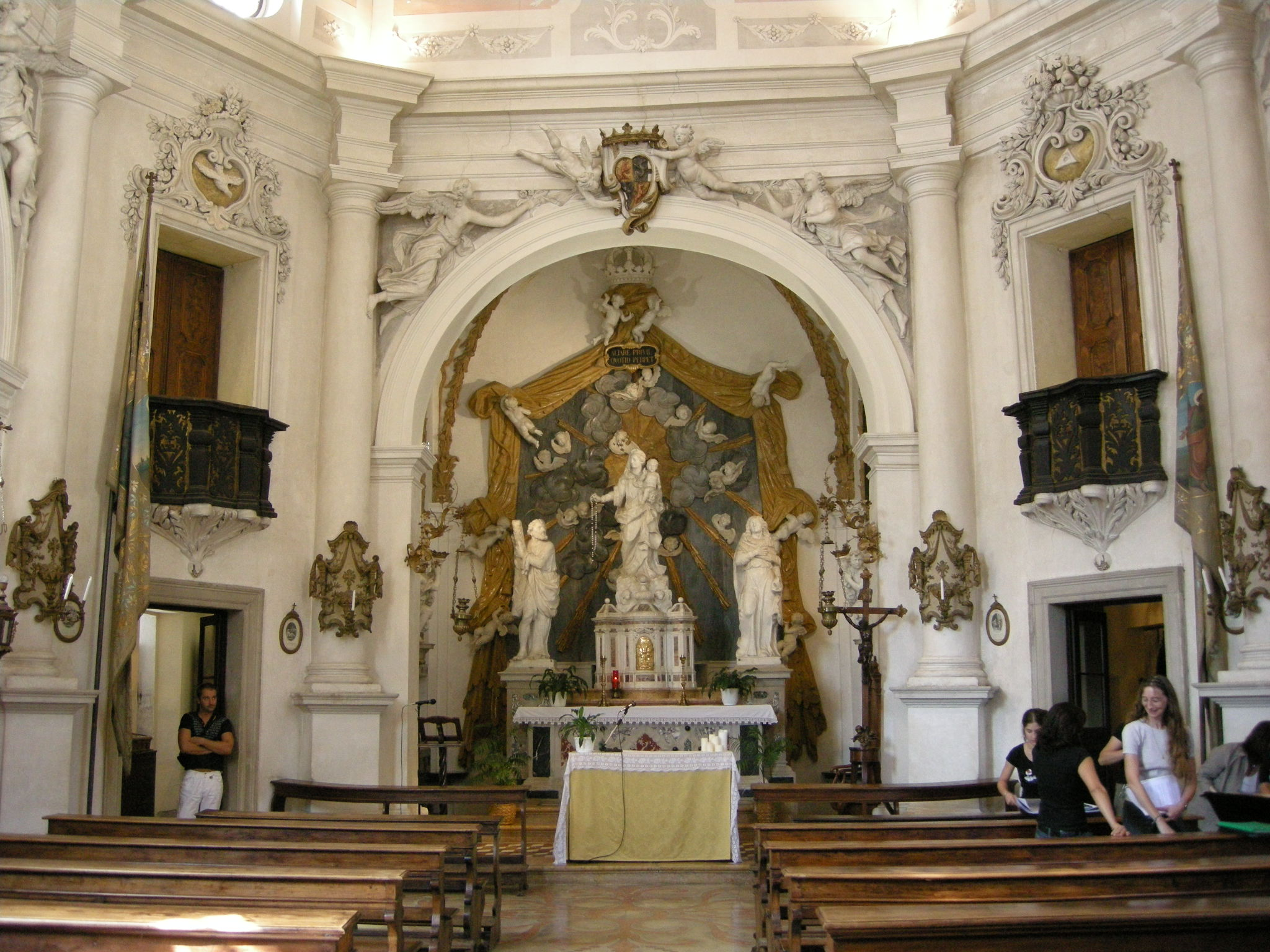
Die barocke Kapelle

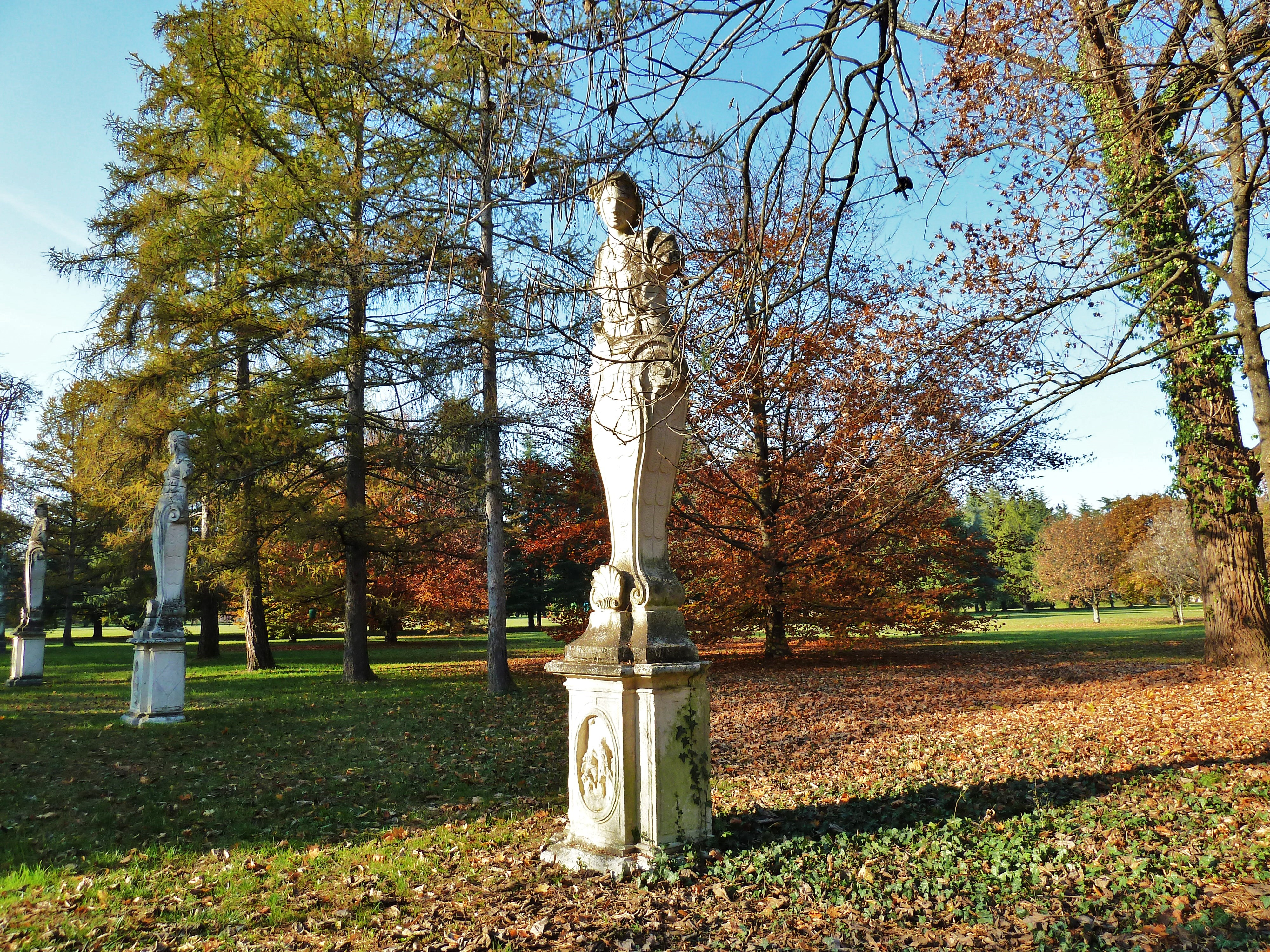
Im Park

Die Villa wurde ab 1650 für Antonio Manin errichtet und unter seinen Enkeln Ludovico und Francesco fertiggestellt; zwischen 1709 und 1719 wurde sie vermutlich von Domenico Rossi erweitert, der von der Familie Manin auch mit dem Bau der Santa Maria Assunta detta I Gesuiti und mit dem Umbau des Domes in Udine beauftragt war. Rossi berief verschiedene Künstler, unter denen sich auch Louis Dorigny aus Paris befand. Er schmückte die Villa mit Fresken aus, v. a. die Sala di Flora mit dem zentralen Fresko Triumph des Frühlings, umgeben von Medaillons mit Allegorien der Liebe, des Ruhms, des Reichtums und des Überflusses. Den Stuck der Treppenhäuser gestaltete Abbondio Stazio. Auch die Kapelle Sant´ Andrea und eine große Exedra entstanden in dieser Zeit. 
Im linken Anbau des Hauptgebäudes gibt es ein Restaurant „Il Doge“, im rechten Anbau ein kleines Kutschen- und Waffenmuseum, sowie eine dem heiligen Andreas geweihte relativ große Schlosskapelle im Barockstil, die von Giuseppe Torretti und seinen Mitarbeitern Francesco Bonazza und Pietro Baratta geschmückt wurde. Davor verlaufen im Halbrund die ehemaligen Stallgebäude, nur unterbrochen von der ehemaligen Einfahrt. Diese Einfahrt, eine Brücke, ist geschmückt mit Figuren; darunter liegt ein Teich.
In der Villa war Ernest Hemingway 1954 Gast der Familie Kechler, der die Villa damals gehörte.
Der gesamte Komplex ist reich mit Skulpturen überwiegend von Giuseppe Torretti ausgestattet, wie auch bei anderen Bauwerken Rossis, die zu seinen besten Arbeiten gehören.
Die großzügig angelegte Villa umfasst 8500 Quadratmeter und liegt am Rande eines 18 Hektar großen weitläufigen englischen Landschaftsparks, in dem botanische Raritäten aus aller Welt zu sehen sind (u. a. Bambus, libanesische Zeder). Dem Zeitgeschmack entsprechend finden sich ein (ausgetrockneter) Teich und ein Hügel mit Figuren aus der griechischen Mythologie. Der Park wurde zwischen 1714 und 1730, wohl von André Godeau, angelegt und 1863 von Pietro Quaglia in die heutige Gestalt umgewandelt.

## Nutzung
Es finden international beachtete Kunstausstellungen statt. So u. a. vor Jahren der eine Teil der großen Langobarden-Ausstellung oder 1985 Miniatura in Friuli, auf der unter anderen der Egbert-Psalter und der Elisabethpsalter gezeigt wurden. Die Villa Manin ist auch sehr beliebt für Hochzeitsgesellschaften und Sportveranstaltungen wie Radrennen.
In einem Seitentrakt befindet sich das Restaurierungs-, Katalogisierungs- und Ausstellungszentrum der Region Friaul-Julisch Venetien.

## Literatur

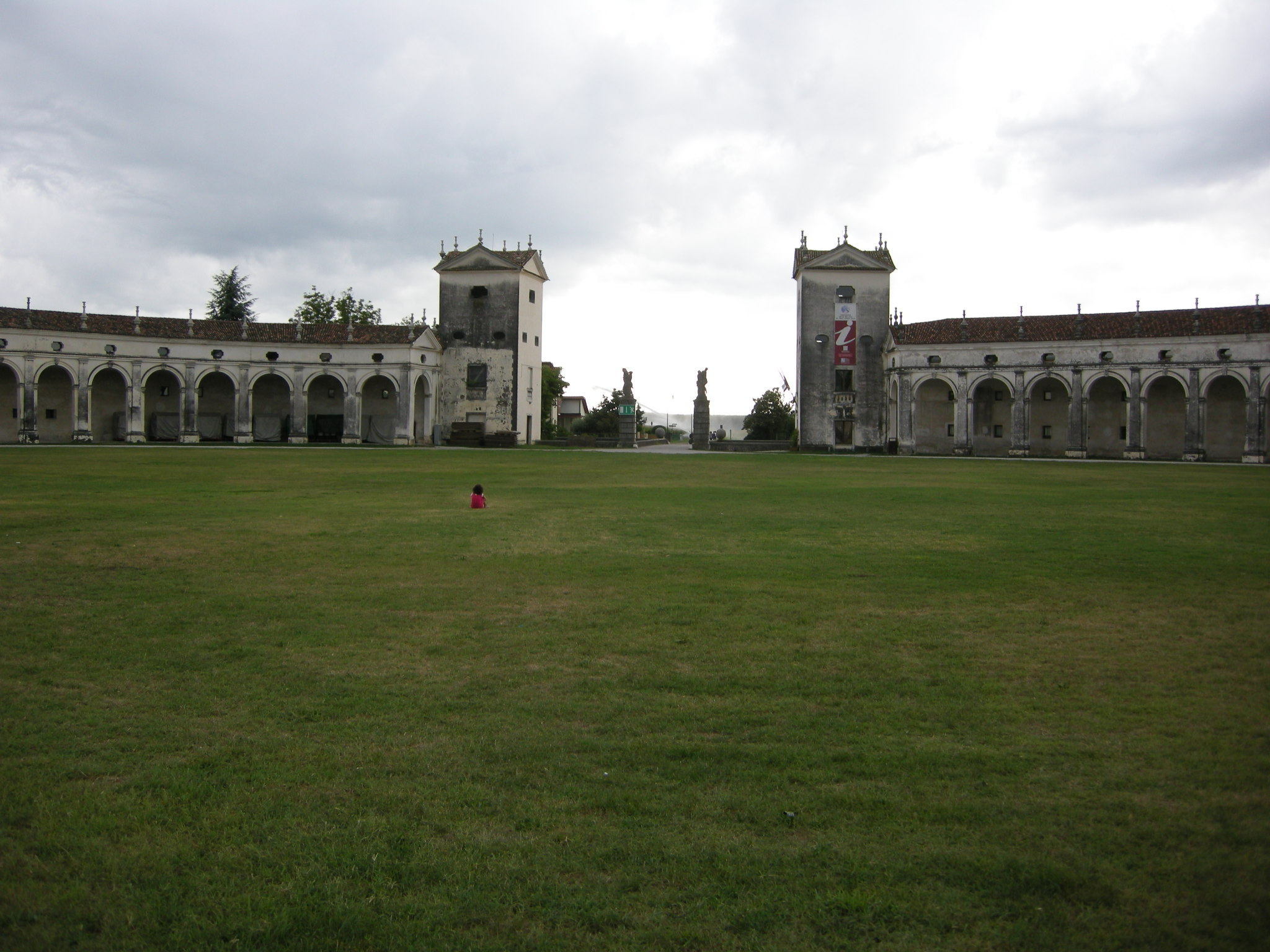
Die Exedra